# Pegomastax
Pegomastax ("silna szczęka", od greckich słów pegos i mastax) – rodzaj dinozaura ptasiomiednicznego z rodziny heterodontozaurów żyjącego we wczesnej jurze (hettang lub synemur) na terenach dzisiejszej Afryki, opisany w 2012 roku przez Paula Sereno. Gatunkiem typowym jest P. africana, którego holotypem są kawałki czaszki – prawa kość zaoczodołowa, obie kości zębowe z zębami oraz kość przedzębowa – oznaczone SAM–PK–K10488. Holotyp odkryto w osadach wyższej części formacji Elliot na terenie Kraju Przylądkowego w Republice Południowej Afryki, niedaleko miejsca odkrycia najlepiej zachowanych znanych okazów Heterodontosaurus tucki (SAM–PK–K337 i SAM–PK–K1332). Całkowita długość czaszki P. africana szacowana jest przez Sereno na ok. 70–80 mm – porównywalna z czaszkami abriktozaura i Manidens, nieco większa od czaszek Fruitadens, Tianyulong (65–75 mm) i echinodona (62 mm), a mniejsza od czaszek heterodontozaura (115–200 mm) i likorina (145 mm).
Autapomorfiami P. africana są: stosunkowo krótka i wysoka kość przedzębowa – długość jej krawędzi dorsalnej (górnej) wynosi zaledwie ok. 70% jest wysokości; dorsalna krawędź kości przedzębowej opadająca anterowentralnie (jednocześnie ku przodowi i w dół) pod kątem ok. 45°; łukowata główna krawędź (ang. primary ridge) korony zębów wyrastających z kości zębowej położonych za zębem przypominającym kieł, rozciągająca się od najwyżej położonego ząbka na górnej krawędzi korony (ang. apical denticle) do części mezjalnej (położonej bliżej środka łuku zębowego) podstawy korony; a także wklęsłości na powierzchni korony po obu stronach wspomnianego wyżej ząbka.
Na przedzie kości zębowej Pegomastax znajduje się przypomina kształtem siodło powierzchnia stawowa biorącą udział w tworzeniu stawu między tą kością a kością przedzębową; sinusoidalna tylna powierzchnia kości przedzębowej pasuje do niej, ale jednocześnie jest od niej znacznie niższa i wypełnia ją tylko częściowo. Połączenie między kością zębową a przedzębową miało u P. africana podobną budowę jak u heterodontozaura i abriktozaura; zdaniem Sereno taka budowa żuchwy dowodzi, że połączenie między wymienionymi kośćmi było u Pegomastax ruchome.
Kształt kości przedzębowej Pegomastax, przypominającej nieco dziób papug, wyróżnia go wśród heterodontozaurów; różnice w budowie tej kości u tego i innych przedstawicieli rodziny mogą być rezultatem przystosowania do pobierania różnego rodzaju pokarmu lub pobierania pokarmu w inny sposób. Większość lub wszystkie zęby wyrastające z kości zębowej znajdujące się za zębem przypominającym kształtem kieł są w mniejszym lub większym stopniu starte – niektóre do tego stopnia, że straciły ząbki na powierzchni korony zębów. Różny stopień zużycia zębów wskazuje, że poszczególne zęby wypadały i były zastępowane nowymi w różnym czasie; bezpośredni dowód na to zachował się wśród zębów lewej kości zębowej – u podstawy korony bardzo startego zęba wyrasta mała korona nowego. Sereno cytuje starte zęby okazu holotypowego P. africana i innych znanych okazów heterodontozaurów jako jeden z dowodów na to, że przedstawiciele tej rodziny byli głównie lub wyłącznie roślinożercami.
Z przeprowadzonej przez Sereno analizy filogenetycznej wynika, że Pegomastax był taksonem siostrzanym do południowoamerykańskiego rodzaju Manidens, a klad obejmujący oba te taksony był w nierozwikłanej trychotomii z abriktozaurem i heterodontozaurem. Wszystkie te rodzaje oraz likorin tworzą podrodzinę Heterodontosaurinae.
Pierwotnie opisany pod nazwą Pegomastax africanus; epitet gatunkowy został później poprawiony na africana.